# Toni Hiebeler
Toni Hiebeler (5 de março de 1930, Schwarzach – 2 de novembro de 1984 Jesenice, Eslovénia) foi um alpinista, jornalista, escritor e cineasta austríaco como nome está ligado à primeira invernal da  [face norte do Eiger]] em 1961.

## Alpinismo
Desde a infância que Toni acompanha o pai na montanha, mas a partir de 1947, percorre os grandes itinerários dos Alpes e cedo se afirma como um dos melhores alpinistas da sua geração por ter aberto cerca de 50 novas vias, e em particular na Cordilheira de Rätikon. 
Toni Hiebeler efectua duas primeiras invernais excepcionais de uma amplitude nunca antes conseguida com as condições climatéricas que encontro - uma semana para cada ascensão - na face norte do Eiger em 1961 e a face noroeste  do monte Civetta nas Dolomitas em 1963. De 1969 a 1971 realiza ascensões no Caucaso, no Pamir e na face sudoeste de Everest
.

## Ascensões
- 1951 - Face norte da Cima Ovest ou Cima do oeste, (2 973 m) do Lavaredo
- 1952 - Directa da face norte da Laliderer Spitze, a chamada ponta Lalidere
- 1952 - Via Carlesso da Torre de Valgrande (2 715 m), no monte Civetta (Dolomitas)
- 1952 - Face nordeste do Piz Badile (3 308 m)
- 1952 - Ponta Walker (4 208  m) nas Grandes Jorasses
- 1952 - Primeira ascensão do pilar sul do Monte Schiara (2 565  m)
- 1961 - Primeira invernal da face norte do Eiger
- 1960 - Nova via na face nord du Liskamm
- 1963 - Primeira invernal da face nordeste do [[monte Civetta}] com Ignazio Piussi e Giorgio Redaelli
- 1968 - Primeira ascensão do pilar nordeste do Eiger
- 1969 - Primeira ascensão da face este do Pico Lenine

## Jornalista e escritor
De 1957 a 1962, Toni Hiebeler é redactor chefe da revista Der Bergkamerad e em 1963 fundou e dirigiu a revista mensal Alpinismus . Hiebeler publicou vários livros sobre a montanha e dentre os quais:
- Combats pour l'Eiger ;
- S.O.S. Roc et Glace ;
- Les Montagnes de notre Terre ;
- Les Alpes.